# گنجینه زندگان
گنجینهٔ زندگان یکی از کتاب‌های مانی است. عنوان اصلی این کتاب در یک متن سغدی سمیتیها آمده است. در منابع گوناگون، از جمله متون قبطی و چینی و عربی و فارسی میانه ترجمهٔ این عنوان ذکر گردیده است. ابن ندیم آن را سفر الاحیاء و بیرونی و احمد یعقوبی آن را کنزالاحیاء و مسعودی کنز ضبط کرده‌اند. بیرونی مطلبی از آن را در مورد جنسیت ملائک نقل کرده است. در متون فارسی میانهٔ مانوی عنوان آن نیان زندگان به معنی گنج زندگان است.
تاکنون متنی از این کتاب به زبان‌های ایرانی به دست نیامده است. به روایت مسعودی فصلی از آن دربارهٔ فرقهٔ مرقیونیه بوده است و به روایت تاریخ یعقوبی، مانی در این کتاب به توصیف آنچه از پاکی نور و آنچه از فساد تاریکی در روح وجود دارد، می‌پردازد و کارهای پست را به تاریکی نسبت می‌دهد.